# 埃利厄姆島
60°42′S 44°51′W / 60.700°S 44.850°W
埃利厄姆島（英語：Eillium Island）是南極洲的一座小島嶼，位於魯特角西北面2.2公里（1.4英里）處，勞里島的西北端，屬於南奧克尼群島的一部分。
此島嶼在西元1821年被船長 George Powell及船長 Nathaniel Palmer發現和粗略地繪入地圖，現時由南極條約體系管理。